# EX-BASIC
EX-BASIC (odvozeno od Extended Basic) je nadstavbou Sinclair BASICu na počítačích Sinclair ZX Spectrum. Rozšiřuje množinu příkazů o příkazy pro práci s grafikou, zvukem, přerušením a obsahuje generátor loaderů Alkatraz. Příkazy EX-BASICu začínají hvězdičkou. Po nahrání EX-BASICu do počítače je tento nutné aktivovat příkazem RANDOMIZE USR 61434. Celkem EX-BASIC obsahuje 65 nových příkazů. Rozšířená verze EX-BASIC 2 obsahuje 80 příkazů.
Na ZX Spectru +3 funguje pouze v režimu 48 BASIC. Scrollovací rutina z EX-BASICu je použita v programu MicroPaint.

## Seznam některých přidaných příkazů
- *CLOCK - zobrazení hodiny v pravé rohu obrazovky,
- *TIME x,y,z - nastavení aktuálního času,
- *COLOUR x - nastavení barvy zobrazených hodin,
- *TRON - spuštění trasovacího režimu,
- *SLOMO - spuštění zpomaleného běhu programu,
- *SLOW x - nastavení rychlosti běhu zpomaleného programu (x může být od 1 do 5000),
- *IM1 - nastavení přerušovacího režimu procesoru IM1,
- *IM2 - nastavení přerušovacího režimu procesoru IM2,
- *FUNCTION - zapnutí režimu funkčních kláves,
- *LFUNCTION - zobrazení seznamu nastavených funkčních kláves,
- *MFILL a,b,x - vyplnění rozsahu paměti od adresy a o délce b hodnotou x,
- *RAMTOP - zobrazí aktuální hodnotu RAMTOPu,
- *RENUMBER x,krok - přečíslování aktuálního programu od řádku x s krokem krok,
- *DOUB x$ - zobrazení textu x$ s dvojnásobnou výškou,
- *CENTRE x$ - zobrazí centrovaně text x$,
- *TEXT x$,r,k$ - zobrazení rolujícího textu x$ rolujícího s rychlostí r
- *SCREEN p,i - změna atributů na konkrétní pozici,
- *SOUND delka,vyska - podobný příkazu BEEP, výška o hodnotě nula odpovídá tónu C,
- *FX x,y - generátor zvukových efektů,
- *HSAVE - zabezpečené SAVE,
- *HLOAD - zabezpečený LOAD,
- *ZAP x - zapnutí loaderu ALKATRAZ.